# Zeche Haus Aden
Die Zeche Haus Aden war ein Steinkohlenbergwerk in Bergkamen-Oberaden. Es wurde 2001 geschlossen.

## Geschichte

### Die Anfänge und der Name des Bergwerks
Erste Aktivitäten, in diesem Gebiet eine Schachtanlage zu errichten, gehen bis in das Jahr 1875 zurück. Die Grubenfelder Haus Aden wurden damals von den Gewerken Emil Ebbinghaus (Asseln) und Heinrich Grimberg (Bochum) erworben.
Der Name deutet auf die Ortschaften Ober- und Niederaden hin. In mittelalterlichen Quellen sind die Familie derer von Aden und ihr Rittersitz Haus Aden am linken Ufer der Seseke überliefert, die die Grenze zwischen Ober- und Niederaden bildet. Nur die Adener Mühle blieb von der einstigen Gutsherrlichkeit.

### Abteufen, Beginn der Förderung, Zweiter Weltkrieg und Nachkriegszeit

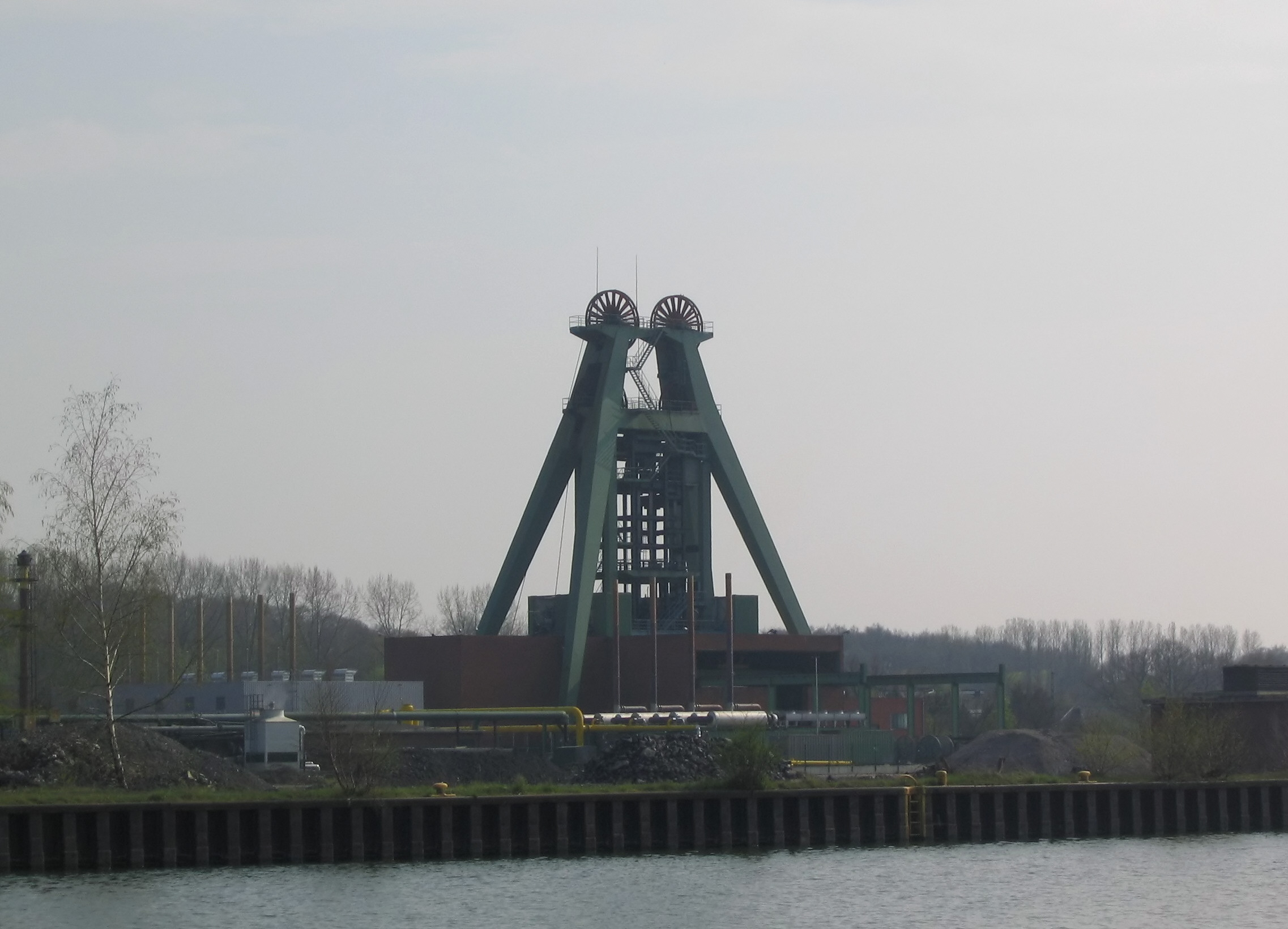
Das zwischen März und April 2021 abgerissene Fördergerüst über Schacht 2

1938 begann man mit den Abteufarbeiten für eine Doppelschachtanlage, zunächst mit Schacht 2. Das Teufen von Schacht 1 begann im Jahr darauf. Schacht 2 stieß 1939 bei 456 m Teufe auf das Steinkohlengebirge. 1941 erreichte Schacht 2 bei 924 m seine Endteufe.
Schacht 2 nahm die Förderung 1943 auf. In diesem Jahr lag die Förderung etwas über 60.000 Tonnen Kohle (bei 1.080 Beschäftigten). Unter den Arbeitern waren viele russische und polnische Kriegsgefangene und Zwangsarbeiter. Bei Kriegsende musste im Frühjahr 1945 die Förderung vorübergehend eingestellt werden. Mitte 1945 wurde sie in bescheidenem Rahmen wieder aufgenommen. 1950 belief sich die Förderung bereits auf rund 596.000 Tonnen (bei 2.335 Beschäftigten). 1955 wurde der Ausbau der Anlage nach Plänen von Fritz Schupp, der damals zu den bedeutendsten Architekten von Industriebauten zählte, fortgesetzt. Im gleichen Jahr begann das Teufen des Schachtes 5 (zur Bewetterung). 1956 wurde erstmals eine Jahresförderung von mehr als einer Million Tonnen Steinkohle erreicht.

### Von den 1960er Jahren bis in die 1980er Jahre
1964 mussten aufgrund der Kohlekrise 1000 Mitarbeiter entlassen werden, ein Viertel der gesamten Belegschaft. 1965 lag die Jahresförderung bei 1,33 Mio. Tonnen. 1970 wurde die Schachtanlage Grimberg 3/4 mit dem Bergwerk Haus Aden durchschlägig; 1974 ging Grimberg 3/4 in Haus Aden auf. 1985 wurden die von der Zeche Gneisenau eingebrachten Grubenfelder der Zechen Victoria und Kurl angeschlossen, sodass fortan ein insgesamt 38 km2 großes Grubenfeld von Haus Aden aus abgebaut werden konnte. Die höchste Jahresförderung wurde 1986 erreicht (3,9 Mio. Tonnen). Bis Ende April 1988 wurden aus den Grubenfeldern Haus Aden, Grimberg 3/4, Victoria und Kurl etwa 120 Millionen Tonnen Kohle gefördert.
Die Vorräte der ab 1940 erschlossenen Lagerstätte gingen allmählich zur Neige. Um die Arbeitsplätze zu sichern und die modernen Förder-, Aufbereitungs- und Verladeeinrichtungen in Bergkamen-Oberaden weiter nutzen zu können, begannen Anfang der 1970er Jahre die Planungen für ein Anschlussbergwerk nördlich von Haus Aden. Einschließlich dieses Nordfelds umfasste das Grubenfeld 80 km². Umfangreiche markscheiderische Untersuchungen ermittelten eine Lagerstätte von 150 Millionen Tonnen Kohle mit einer störungsarmen, flachen Lagerung der Flöze bis in eine Tiefe von 1300 m. Der Beschluss, das Anschlussbergwerk „Haus Aden Nordfeld“ (so die Planungsbezeichnung) zu bauen, erfolgte Ende 1977. Daraufhin wurden drei neue Schächte abgeteuft: zwei Wetterschächte (Schächte 5 und 6) und der Seilfahrtschacht Romberg in Werne-Langern (Schacht 7). Schacht 6 war mit einer Teufe von 1388 m der seinerzeit tiefste Schacht des Ruhrreviers. Schacht 7 hatte eine Teufe von 1045 m und einen Durchmesser von 7,5 m. Die Förderung der im neuen Grubenfeld (Nordfeld) abgebauten Kohle und der Materialtransport erfolgten über die 5 km entfernten Schächte 1 und 2 (Hauptförderschachtanlage 1/2).
1988 war die neue Schachtanlage Romberg mit den Tagesanlagen (Kauen- und Betriebsgebäude, Schachthalle, Schalthaus, Gasabsaugung und Heizzentrale) fertiggestellt. Eine am Schacht 7 erstmals verwirklichte technische Neuheit war der Elektromotor in der Treibscheibe der Fördermaschine, die ein geringeres Bauvolumen und die Lagerung der Fördermaschine durch die Verwendung von Wälzlagern ermöglichte. Im Nordfeld begann die Förderung im Juli 1988 im Flöz Albert/Robert. Ein weiterer zeitweise geplanter Schacht (Schacht 8) wurde nicht mehr gebaut.

### Zusammenlegungen mit benachbarten Schachtanlagen und Stilllegung
1993 erfolgte der Zusammenschluss der Bergwerke Haus Aden und Monopol. Es war das damals größte Verbundbergwerk Deutschlands.
1998 folgte eine weitere Zusammenlegung, und zwar mit der Zeche Heinrich-Robert in Hamm zum Bergwerk Ost.
2001 – nur 3 Jahre nach dem zweiten Zusammenschluss – wurden die Schachtanlagen der einstigen Zeche Haus Aden stillgelegt. Der letzte Fördergefäß auf Schacht Aden 1 wurde am 7. Juni 2001 um 11:38 Uhr gezogen. Das Bergwerk Ost blieb noch bis 2010 in Betrieb. Die letzte Seilfahrt des Bergwerks Ost erfolgte 2011 über den Schacht Lerche.

## Heutiger Zustand
Heute sind nur noch wenige der Zechenbauten vorhanden.
- Von der Hauptförderschachtanlage 1/2 standen nur der Schacht 2, der noch für die Wasserhaltung gebraucht wird,[6] und ein Betriebsgebäude.  Die Wasserhaltung sollte dort in absehbarer Zeit eingestellt werden.[7] Am 18. Februar 2021 beschloss der Stadtrat Bergkamen, mit Stimmen der Fraktionen aus FDP, Die Grünen und SPD, dass Schacht 2 abgerissen werden soll, was kurze Zeit später im März und April 2021 erfolgte.[8]
- Schacht 1 und der daneben stehende Funkturm wurden 2005 gesprengt.
- Beim Schacht 5 steht nur noch ein Betriebsgebäude.
- Bei Schacht 6 ist nur noch eine Protegohaube zu sehen.
- An dem ehemaligen Standort des Schachtes 7 (Romberg) steht nur noch ein Schachtrohr. Der 136 Tonnen schwere Förderturm war am 28. März 2001 über eine Distanz von 35 Kilometern nach Hamm transportiert worden.[9] Er diente bis 2011 als Schacht Lerche und ist heute Teil der Route der Industriekultur.